# Leucothyreus luciae
Leucothyreus luciae är en skalbaggsart som beskrevs av Fortuné Chalumeau 1978. Leucothyreus luciae ingår i släktet Leucothyreus och familjen Rutelidae. Inga underarter finns listade i Catalogue of Life.